# 姜慶植
姜 慶植（カン・ギョンシク、1936年5月10日 - ）は、大韓民国の政治家、官僚。第12・14・15代韓国国会議員。
本貫は晋州姜氏。慶北栄豊郡出身。

## 生涯
ソウル大学校法科大学卒業、シラキュース大学行政大学院修了。1977年12月から1982年1月まで経済企画院次官補を務め、大統領府経済担当首席秘書官金在益らとともに安定・自律・開放を主眼に置いた経済安定化政策を主導した。
1982年1月から1982年6月まで財務部次官、1982年6月から1983年10月まで財務部長官を務め、金融実名制を推進したが、政界の反発により失敗した。
1997年3月、経済副総理兼財政経済院長官に就任。折しもアジア通貨危機が深刻化し韓国へも波及、同年11月にはIMF救済金融要請（IMFによる韓国救済）を行った。
他には釜山発展システム研究院、国家経営戦略研究院理事長、東部グループ金融保険部門会長・常任アドバイザー、シニアアチーブメント代表、農心社外取締役を務めたことがある。

## 参考資料
- 강경식 - 大韓民国憲政会

| 公職        | 公職                                | 公職        |
| ----------- | ----------------------------------- | ----------- |
| 先代 韓昇洙 | 大韓民国財政経済院長官 第42代：1997 | 次代 林昌烈 |
| 先代 咸秉春 | 大韓民国大統領秘書室長 1983 - 1985  | 次代 李奎浩 |
| 先代 羅雄培 | 大韓民国財務部長官 1982 - 1983      | 次代 金満堤 |
| 先代 鄭寅用 | 大韓民国財務部次官 1982             | 次代 金興起 |